# Emboscada de La Perdiz
La emboscada de La Perdiz fue el segundo ataque de importancia lanzado por las Fuerzas Armadas Revolucionarias de Colombia (FARC) contra el Ejército Nacional de Colombia. El ataque ocurrió 3 de marzo de 1967, en la vía que de Santana Ramos conduce a Algeciras, Huila. La emboscada atribuida a Januario Valero tuvo como objetivo una patrulla de 22 soldados adscritos al Batallón de Infantería N°9 Boyacá, y se saldó con la muerte de 16 militares. 

## Antecedentes
A finales de 1965 y tras los ataques sobre Marquetalía y Riochiquito, el Ejército Nacional aseguro el área de las denominadas repúblicas independientes en la cordillera central. El Bloque Sur, organización surgida de las guerrillas sobrevivientes, se replegó entonces al piedemonte amazónico y el páramo de Sumapaz, ambas regiones ubicadas sobre la cordillera oriental. Tras una segunda conferencia que culminó el 5 de mayo de 1966, esta organización al mando de Tirofijo y Ciro Trujillo Castaño, tomó el nombre de Fuerzas Armadas Revolucionarias de Colombia (FARC). Varios comandantes del área de El Pato (región controlada por las autodefensas campesinas en el Huila) como Januario Valero, se vincularon también en la organización.
Tres meses después, el 19 de agosto de 1966, mientras las tropas del gobierno continuaban con las operaciones de búsqueda en la cordillera oriental, miembros de las FARC emboscaron a tropas del batallón Tenerife en el cañón de San Miguel  entre San Antonio y Vegalarga, Huila. Allí cayeron muertos el capitán Farid Londoño Calle, dos suboficiales y 12 soldados más. Fue el primer ataque de importancia de la organización subversiva. Sin embargo, luego de este ataque pasarían varios meses sin indicios de actividad rebelde hasta principios de 1967, cuando ocurrió el nuevo asalto.

## Preludio
La patrulla de 42 soldados al mando del teniente Hortua y adscrita al Batallón Boyacá, había salido de Santana Ramos, Caquetá el miércoles 1 de marzo de 1967.  El desplazamiento, que tenía por objetivo Algeciras en el Huila, lugar donde habían sido destacadas las tropas, tardaba regularmente dos días a pie. Para efectos del viaje, la formación se había dividió en dos grupos: el primero que iría en vanguardia estaría al mando del cabo primero Hernando Batero Muñoz, mientras la retaguardia al mando del propio oficial, marcharía a una distancia de media hora de la primera unidad.  La carretera, una vía destapada, estaba en proceso de pavimentación, con las obras adelantadas hasta cerca del kilómetro 26 partiendo desde Algeciras (Huila).

## La emboscada
Sobre las 4:30 de la tarde del viernes 3 de marzo, tras dos días de marcha y cuando se hallaban 27 kilómetros al sur-oriente de Algeciras, movilizándose aun por la vía destapada, los uniformados de la primera patrulla al mando del cabo Batero, llegaron al sitio conocido como La Perdiz, lugar enclavado en un terreno difícil y quebrado. Allí en una curva cerrada de la carretera, en medio de dos cerros ocurrió el ataque. Parapetados en sus posiciones, unos 100 metros por encima de la vía, se hallaban entre 40 y 50 irregulares al mando de Januario Valero alias "Óscar Reyes", uno de los comandantes guerrilleros de la primera etapa de las FARC.
Mientras los 4 soldados que venían como punteros se movían por la cañada de en medio, se dio la orden de abrir fuego cerrado sobre ellos desde las peñas circundantes. Las dos columnas con 9 soldados cada una, que marchaban atrás,  acudieron rápidamente al auxilio de las unidades atacadas, mientras los rebeldes disparaban desde el flanco derecho. Rápidamente, unos militares rodilla en tierra o tendidos en la vía trataron de repeler la emboscada lanzándose sobre el barranco opuesto de la carretera, pero cuando los guerrilleros atacaron también desde la izquierda, la tropa quedó atrapada entre dos fuegos, sin poder avanzar o retroceder. Dominando desde las alturas, los subversivos arremetieron con todo contra los uniformados que trataron de proteger su otro flanco, desplegándose en el costado derecho. Cubiertos por el fuego de sus ametralladoras, fusiles, y carabinas más el lanzamiento de bombas, los guerrilleros, empezaron a descender en medio de la balacera para copar a las unidades que aun resistían en la carretera. 
En alrededor de 10 minutos la patrulla militar fue aniquilada y la cuadrilla de hombres que descendió al camino, remato a bala y culatazos a los heridos, para proceder luego a robarse todo el equipo y el armamento de los militares asesinados. El cabo Botero parapetado en la vegetación que rodeaba el camino fue el último en caer y después de ser rematado a tiros, su fusil fue entregado a Januario Valero en persona.
De la patrulla de 22 militares, resultaron muertos 16: 2 suboficiales y 14 soldados. Otros 4, Gilberto Vega, Juan Ramiro Gutiérrez, Fidel Trujillo y Olmedo Hoyos, heridos, sobrevivieron al hacerse los muertos. Dos más quedaron ilesos.
Media hora después, los militares heridos fueron rescatados por obreros viales, que trabajaban varios cientos de metros más adelante, en la pavimentación de la carretera entre Huila y Caquetá. Los soldados que venían en retaguardia, llegaron a marchas forzadas minutos más tarde y aseguraron el área.

## Militares abatidos
- Cabo primero Hernando Batero Muñoz
- Cabo Segundo Jorge Iván Jaramillo
- Soldados Rosendo Murcia Morales, Otoniel Díaz Velosa, Carlos Emilio Gallego, Ceferino Espitia Guerrero, Luis Enrique Correa Calderón, Luis Alberto Rodríguez, Hernando Bedoya Valencia, Francisco Barbosa Hurtado, Justiniano Rojas Romero, Ovidio de Jesús Bedoya,  Raúl Salazar Serna y Carlos Zapata.[2]

## Consecuencias
El ataque causó consternación en los medios de comunicación, ya que la opinión pública estaba segura de que después de la Operación Soberanía, “la pesadilla había terminado”. En todo caso el ataque atribuido a “Januario Valero” hizo parte de una ofensiva guerrillera más amplia, puesto que al mismo tiempo que se producía esta emboscada, Ciro Trujillo, el segundo comandante de las FARC, avanzaba hacia el norte del Valle y el departamento de Quindío, para rehacer las fuerzas subversivas en la cordillera Central.
Sin embargo, pocos después la misma guerrilla sufrió un serio traspié, cuando las unidades enviadas al Quindío fueron copadas por el Ejército, y se produjeron una serie de fracturas internas en la organización. Ciro Trujillo enviado fuera del área de influencia subversiva fue muerto por las autoridades en octubre de 1968, mientras el mismo Januario Valero, era detenido en abril de 1970, cuando al parecer ya no hacia parte de las FARC. Una emboscada de la misma magnitud no se produjo sino hasta junio de 1987.